# جوزيف غاردنر
جوزيف غاردنر (بالإنجليزية: Joseph Gardner)‏ هو سياسي أمريكي، ولد في 1752، وتوفي في 1794. انتخب عضو مجلس نواب بنسيلفانيا.